# Acton (Cheshire)
Acton is een civil parish in het bestuurlijke gebied Cheshire East, in het Engelse graafschap Cheshire met 311 inwoners.